# Papuopsis andersoni
Papuopsis andersoni är en skalbaggsart som beskrevs av Michael S. Caterino och Dégallier 2007. Papuopsis andersoni ingår i släktet Papuopsis och familjen stumpbaggar. Inga underarter finns listade i Catalogue of Life.